# .pa
A .pa Panama internetes legfelső szintű tartomány kódja, melyet 1994-ben hoztak létre. Mióta Pennsylvania postai kódja is PA, páran regisztráltatták magukat ezen a tartományon belül is Amerikából.

## Második szintű tartománykódok
- net.pa
- com.pa
- ac.pa
- sld.pa
- gob.pa
- edu.pa
- org.pa
- abo.pa
- ing.pa
- med.pa
- nom.pa